# 车站街道 (韶关市)
车站街道是中国广东省韶关市浈江区的一个街道，位于韶关市东南面。

## 历史
中华人民共和国建国初期，韶关市政府在浈江以东城镇就设立了火车站街道办事处。1956年，街道机构调整，撤销火车站街道办事处，其行政区域归南门街道办事处管辖。直到1968年才恢复火车站街道办事处。但到了1971年，火车站街道办事处再次被撤销，并设置为南郊区。1984年，浈江区升格为县级区后，才恢复火车站街道办事处，并改称为浈江区车站办事处。1988年8月，车站办事处再次更名为韶关市浈江区人民政府车站街道办事处，为浈江区人民政府的派出机构。

## 地理
车站街道地处东经113°37'，北纬24°47'.东邻新韶镇，南接乐园镇，西临武江区新华办事处、北界浈江区东河街道办事处。

## 行政区划
辖区有8个社区居委会： 
东升村社区、站南路社区、铁路职工一区社区、广铁一线社区、大塘路社区、南韶村社区、莲花山社区和劳动村社区。

## 经济
2009年末，车站街道辖区共有法人单位284个，个体经营户2201个。辖区内有8个综合市场和一条长达1公里的站南路商贸批发街，有宾馆酒店招待所80家，较大型的酒家宾馆10多家。

## 人口
截至2009年底，该街道共有1.7万户，6.4万居民。其中，常住人口4.4万，非常住人口约1.6万。该街道的人口密度达到每平方公里14280人。

## 交通
境内设有韶关火车站、客运东站、公共汽车总站，京广铁路和南北公路纵横交错，境内形成以火车站、汽车站为中心的货物转运区。南北方向有韶南大道、北江路北通江西省、湖南省，南通珠三角。水路交通可经浈江、北江通往珠三角和港澳地区。